# August Miete
August Wilhelm Miete (* 1. November 1908 in Westerkappeln; † 9. August 1987 in Osnabrück) war ein deutscher SS-Scharführer und wurde für seine im Vernichtungslager Treblinka begangenen Verbrechen vom Landgericht Düsseldorf in den Treblinka-Prozessen zu lebenslangem Zuchthausaufenthalt verurteilt.

## Bis November 1943
Miete war der Sohn eines Müllers und Landwirts und besuchte die Volksschule und erlernte danach das Müllerhandwerk. Als sein Vater im Jahre 1921 starb, arbeitete er mit seinem Bruder auf dem elterlichen Hof und in der Mühle. Er war verheiratet und hatte drei Kinder.
Am 18. Juli 1940 beantragte er die Aufnahme in die NSDAP und wurde zum 1. Oktober desselben Jahres aufgenommen (Mitgliedsnummer 8.188.347). Von Mai 1940 bis Oktober 1941 arbeitete er in der Tötungsanstalt Schloss Grafeneck in deren landwirtschaftlichem Betrieb, danach bis Anfang Juni 1942 in der Tötungsanstalt Hadamar als Handwerker und im dortigen Krematorium, wo er die Leichen der in den Gaskammern Getöteten verbrannte. Er wurde zum SS-Unterscharführer befördert und kam Ende Juni/Anfang Juli 1942 ins Vernichtungslager Treblinka, wo er bis Mitte November 1943 blieb, bis es abgebaut war.

## Verbrechen
Miete arbeitete im sogenannten „Lazarett“  im Vernichtungslager, einem Ort der Tötung der kranken Juden, und war Leiter des Außenkommandos, des Holzfäller- und des sog. Tarnkommandos, das dafür zu sorgen hatte, dass keine Einblicke ins Lager möglich wurden. Er führte Aufsicht auf dem Sortierungsplatz, auf dem die Kleider der Getöteten aussortiert und gebündelt wurden und er war einer der deutschen SS-Unterführer, die sich um alle Angelegenheiten im Lager kümmerten. Ferner wirkte er bei der Ankunft von Transporten mit, sofern er nicht im „Lazarett“ Dienst verrichtete. Dabei war er beteiligt an der Aussortierung von Arbeitsfähigen und trieb die Ankommenden mit seiner Peitsche oder Schusswaffe an, dabei ermordete er eine große Anzahl Juden, die wegen ihres hohen Alters oder wegen ihrer Krankheit gebrechlich waren, durch Genickschuss. Nach Auffassung des Landgerichts hat Miete in Treblinka mehrere Hundert Personen persönlich ermordet und dabei eine „ungeheure verbrecherische Energie [entwickelt], die in einem auffallenden Missverhältnis zu seinem an sich niedrigen Dienstgrad eines SS-Unterscharführers stand, weil er aus reinem Sadismus gehandelt hat und weil er nicht einmal ein einziges Mal gegenüber den von ihm beaufsichtigten Arbeitsjuden des Sortierkommandos Barmherzigkeit und Menschlichkeit hat walten lassen.“
Beteiligt war Miete an der Ermordung durch Erschlagen eines Widerstand leistenden jungen Mannes namens Meir Berliner aus Warschau, der gegen SS-Unterscharführer Max Biala mit einem Messer vorging und diesen dabei tötete. Berliner und zwei andere Häftlinge wurden sofort erschlagen, weitere zehn anschließend auf Befehl des stellvertretenden Lagerkommandanten und 80 bis 100 Häftlinge wurden am nächsten Tag als Vergeltungsmaßnahme erschossen. Miete bestätigte Angriffe durch den Mischlingshund Barry des Lagerleiters Kurt Franz auf Häftlinge und gab zu, von Barry angegriffene Häftlinge erschossen zu haben.

## Nach November 1943
Kurz vor Weihnachten 1943 wurde Miete unter Führung des SS-Hauptsturmführers Gottlieb Hering zur Sonderabteilung Einsatz R in Triest abkommandiert und kurz darauf nach Udine in Italien versetzt. In Udine war er bei der Einheit Reinhard 3 und mit der Beschlagnahme und der Verwaltung jüdischen Grundbesitzes beschäftigt sowie zeitweise gegen Partisanen eingesetzt. Ferner war er kurzfristig bei einer Einheit in Turin.
Nach Kriegsende geriet er in amerikanische Gefangenschaft und wurde nach 1945 bei München entlassen. Bis 1950 war er im väterlichen Betrieb tätig. Dann arbeitete er bis zu seiner Verhaftung im Mai 1960 als Geschäftsführer der Spar- und Darlehnsgenossenschaft in Lotte in Westfalen.
Miete wurde wegen gemeinsamen Mordes an mindestens 300.000 Personen und wegen persönlichen Mordes an mindestens neun Personen, was ihm detailliert nachgewiesen wurde, im Treblinka-Prozess mit lebenslangem Zuchthaus bestraft. Am 27. Februar 1985 wurde er bedingt aus der Haft entlassen.